# Kocumbo, l’étudiant noir
Kocumbo, l’étudiant noir est un roman de l’écrivain ivoirien Aké Loba. Paru en 1960 aux éditions Flammarion, l’ouvrage reçoit le grand prix littéraire d’Afrique noire en 1961.